# Kokain
Kokain (bensoylmetylekgonin) är en alkaloid med narkotisk verkan. Det är ett centralstimulerande preparat som utvinns ur bladen från den sydamerikanska kokabusken. Kokain produceras till största delen i Colombia och Peru.
Kokabuskens uppiggande och hungerdämpande effekter hade varit kända i århundraden innan forskare 1859 lyckades isolera den aktiva substansen. År 1898 kunde forskningen bestämma kokainets kemiska struktur, och i kokainets rena form är effekterna betydligt mer framträdande. Vid förra sekelskiftet uppdagades också kokainets negativa bieffekter – bland annat risk för plötsligt dödsfall, förvirringstillstånd – och beroendeframkallande karaktär. Sedan dess har kokainets användning som medicinskt preparat mot lokalbedövning successivt trappats ner, men snart sagt alla senare lokalbedövningsmedel har efterliknat den kemiska strukturen hos kokain.
Kokain har idag en mycket begränsad medicinsk användning, bland annat i Australien där det kan förskrivas för smärtlindring vid mun- och lungtumörer. Det används i viss utsträckning i mindre doser vid operationer av slemhinnor då det har en avsvällande effekt som hämmar blödningar (till exempel vid näsoperationer).
Europeiska centrumet för kontroll av narkotika och narkotikamissbruk rapporterade 2008 att det typiska priset för kokain i slutledet varierade mellan 50 och 75 euro per gram i de flesta europeiska länder. Centralförbundet för alkohol- och narkotikaupplysning uppger att priset i Sverige var runt 800 kr per gram 2007.
Kokain är narkotikaklassat och ingår i förteckningen N I i 1961 års allmänna narkotikakonvention samt i förteckning II i Sverige.

## Farmakologi

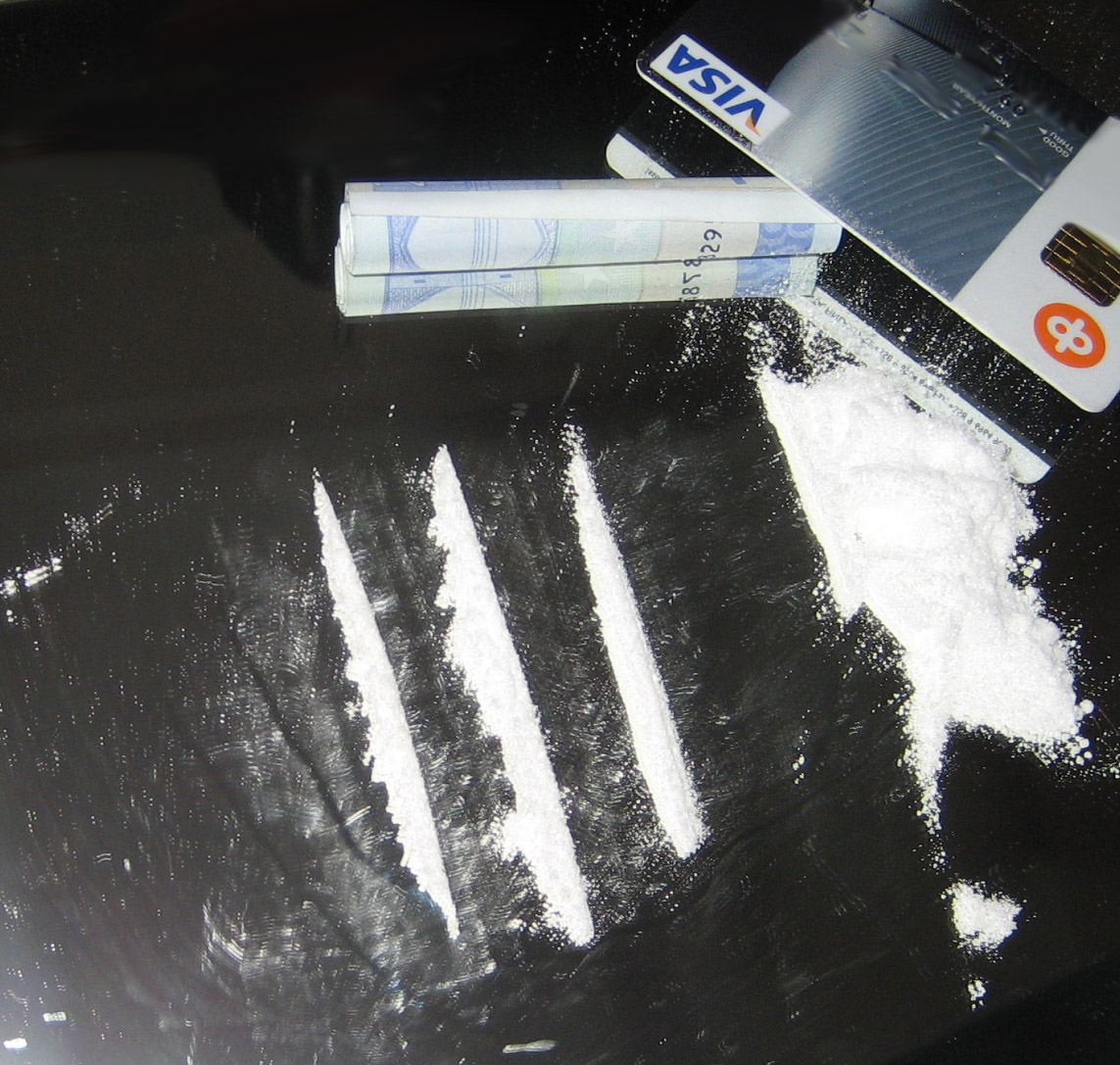
Kokain i pulverform, redo att intas nasalt ("snortas").

Kokain har använts som drog nästan lika länge som det funnits. Det administreras genom injektion, nasalt eller röks. Berusningen är relativt kort, upp till en timme beroende på hur drogen intas. Den önskade effekten är ökat självförtroende och pigghet. Kokain verkar genom att hämma återupptaget av dopamin, serotonin och noradrenalin i hjärnans synapser.
Kokain är mycket beroendeframkallande och ger ett kraftigt höjt blodtryck och kan, särskilt vid upprepad användning, orsaka hjärtproblem och stroke. Långvarigt bruk genom näsan kan ge skador på vävnaden. Kokain är fosterskadande, beroende på att kokainet begränsar syretillförseln till fostret som då drabbas av syrebrist. Liksom andra narkotika kan kokain ge upphov till drogutlösta psykiska störningar, däribland drogutlöst psykos.

## Historia

### Kokabladen
Kokabladen har tuggats av inkaindianerna i Anderna sedan åtminstone 3000 f.Kr. Syftet var att "få hjärtat att slå snabbare och påskynda andningen för att motverka verkningarna av att leva i tunn bergsluft". Även övriga delar av befolkningen i området tuggade kokabladen, men endast vid religiösa ceremonier. Efter att Spanien invaderade Peru 1532 tvingades invånarna arbetade inom silvergruvor och arbetarna fick kokablad för att de skulle bli lättare att kontrollera och utnyttja.
I Europa har kokabladens farmakologiska potential varit kända sedan 1500-talet, men bladen och/eller busken kunde inte fraktas bortanför Anderna.

### Kokain

#### 1800-talet
Kokain utvanns för första gången 1859 av den tyske kemisten Albert Niemann. Det var då, när man lärde sig att utvinna det verksamma ämnet i kokabladen som möjligheten att transportera drogen öppnades.
Under 1860-talet skapades en medicinaldryck som kallades Vin Mariani och ska ha innehållit kokain, socker, rödvin och sprit. Sigmund Freud var länge en stark anhängare av kokain och hans första, av en rad publikationer i ämnet, publicerades 1884 under titeln Über Coca. Samma år publicerades den första empiriska studien på kokainets påverkan på människor av Carl Koller. Slutsatsen av studien var en rekommendation att använda kokain inom medicin, främst inom oftalmologi. Senare väcktes det medicinska intresset för att använda kokain för lokalbedövning.
Farmaceuten John Pemberton skapade 1886 Coca-Cola som en medicinsk dryck. Det ryktas om att den innehöll kokain, men att det egentligen ska ha varit den besläktade kemikalien ekgonin, och att den togs bort från receptet under 1900-talet. Ted Ryan, ansvarig för Coca-Cola-arkivet, har hävdat att Coca-Cola aldrig innehållit kokain.
I slutet av 1880-talet användes kokain, både i Europa och USA, som lokalbedövning likväl som behandling vid morfinmissbruk. I Australien användes kokain även för behandling av alkoholmissbruk, trötthet och depression.

#### 1900-talet
I början av 1900-talet blev det allt mer populärt att snorta kokain. President William Howard Taft förklarade kokain som ett nationellt hot i USA 1910 och 1912 rapporterades 5 000 dödsfall i USA relaterade till kokain. Åren 1906–1914 belades kokain med restriktioner i bland annat USA, Storbritannien och Australien, villet innebar att det endast fick användas i medicinsk syfte. Kokain förbjöds helt i USA 1922. Därefter minskade användningen av drogen i USA drastiskt, vilket till viss del förklaras av att den ersattes med den billigare drogen amfetamin. I Australien var kokain fortsatt populär fram till 1930-talet, varefter användningen bland allmänheten avtog. I till exempel Japan förekom drogen knappt alls innan andra världskriget och när landet 1963 studerade missbruket nationellt visade studien att 0,1 procent av de som missbrukade droger använde just kokain.
Under 1970-talet utvecklades en ny våg av kokainmissbruk. Vågen började i USA och 10 år senare hade den spridit sig vidare till Europa. Den nya vågen av kokainmissbruk omfattade flera miljoner personer. Under 1980-talet kom en ny kokainblandning, crack.
I Japan ökade kokainrelaterade arresteringar i slutet av 1980-talet, men var fortsatt på en relativt låg nivå. Antalet arresteringar upp gick till:
- 43 stycken (1988)
- 96 stycken (1989)
- 122 stycken (1991)

#### 2000-talet
År 2008 var kokain den "näst mest langade illegala drogen i världen".
I Sverige ökade kokain som andel av beslagtagna droger åren 2012 till 2015, från två procent till fem procent. Smugglingen skedde främst genom vägtransporter och paketförsändelser. Kokain var mindre vanligt än cannabis och amfetamin i Sverige, men trenden bedömdes 2016 stigande av polis och tull. 
| Mängden kokain beslagtagen i Sverige |
| --- |
| Notera att stapeln för 2006 är skalad i tiotals kilo för överskådlighetens skull och betyder 1358 kg. Källa Polismyndigheten och Tullverket i Sverige |

Kokain var vanligt förekommande i Sverige och mest vanlig i större städer. Drogen såldes liksom andra droger även på internet, vilket bidrog till att öka tillgången utanför tätorter.
Mellan 2015 och 2016 ökade den globala tillverkningen av kokain med 24 procent, vilket innebar en tillverkning 2016 på 1 410 ton. Mer än hälften tillverkades i Colombia. Under samma period ökade arealen som användes för odling av kokabuskar i Colombia med 11 procent. Detta förklaras med att överenskommelsen med FARC-gerillan om eldupphör bland annat innebar att regeringen åtog sig att betala ut ersättning till de bönder som övergick till att odla andra grödor än kokabuskar erhöll en ersättning för detta. Således valde många att börja odla kokabuskar för att sedan kunna få ersättning när denna gröda avvecklades.
Enligt uppgifter publicerade 2017 var kokain den mest använda centralstimulerade drogen i Europa, oftast som rekreationsdrog av socialt relativt välintegrerade brukare. Prisskillnaden mellan Sydamerika och de nordiska länderna var drivkraften bakom smuggelverksamheten till Norden. Enligt en studie i Australien, utförd av National Drug and Alcohol Research Centre 2018, hade missbruket av kokain i landet tredubblats sedan år 2000. År 2020 uppgav knappt fem procent av invånarna i Norge att de provat kokain någon gång.

## Metabolism och exkretion
Nästan all kokain metaboliseras snabbt i kroppen, främst i levern; bara runt en procent förs ut ometaboliserat med urinen. Metabolismen domineras av esterhydrolys som till största delen ger metaboliten bensoylekgonin, samt mindre mängder av främst ekgoninmetylester och ekgonin. I kombination med etanol (alkohol) metaboliseras kokain i levern till kokaetylen som enligt studier kan ge en ännu större euforisk känsla än bara kokain och öka risken för hjärtproblem.
Vid drogtestning mäts mängden bensoylekgonin i urinen. Vanliga gränsvärden är 300 ng/ml vid screening och 150 ng/ml vid verifikation och kan normalt detekteras i cirka tre dygn. Screeningtesten är mycket specifika och falskt positiva resultat är ovanliga. Metaboliter kan även spåras i de delar av kokainanvändarens hår som växte under kokainintaget; där finns de kvar tills håret faller bort eller klipps av.